# فلس (عملة رومانية)

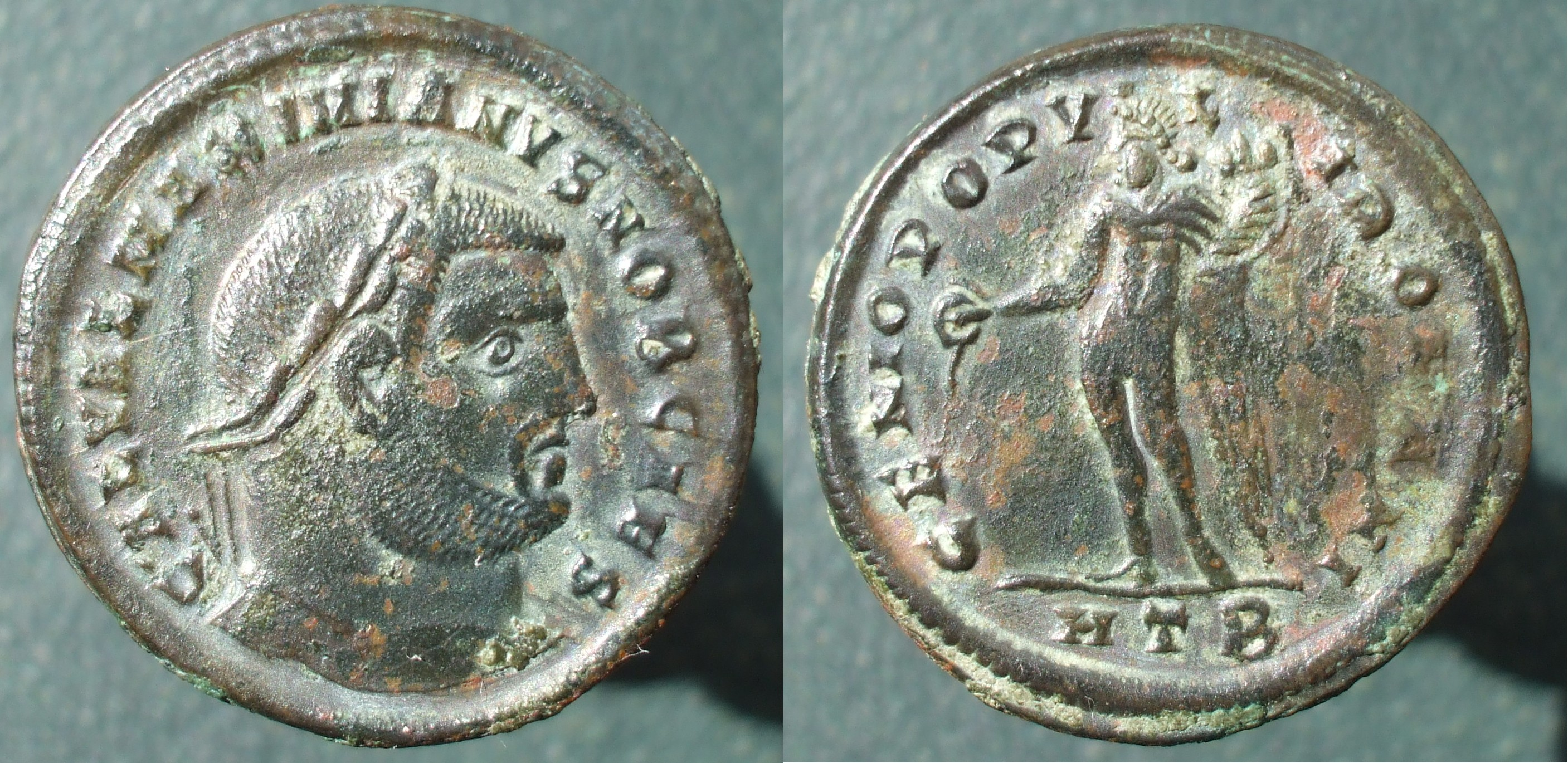
فلس مسكوكة للإمبراطور غاليريوس ضرب في هيراكليا، مع صورة جنيوس تمثل عبقرية الشعب الروماني على ظهرالعملة.

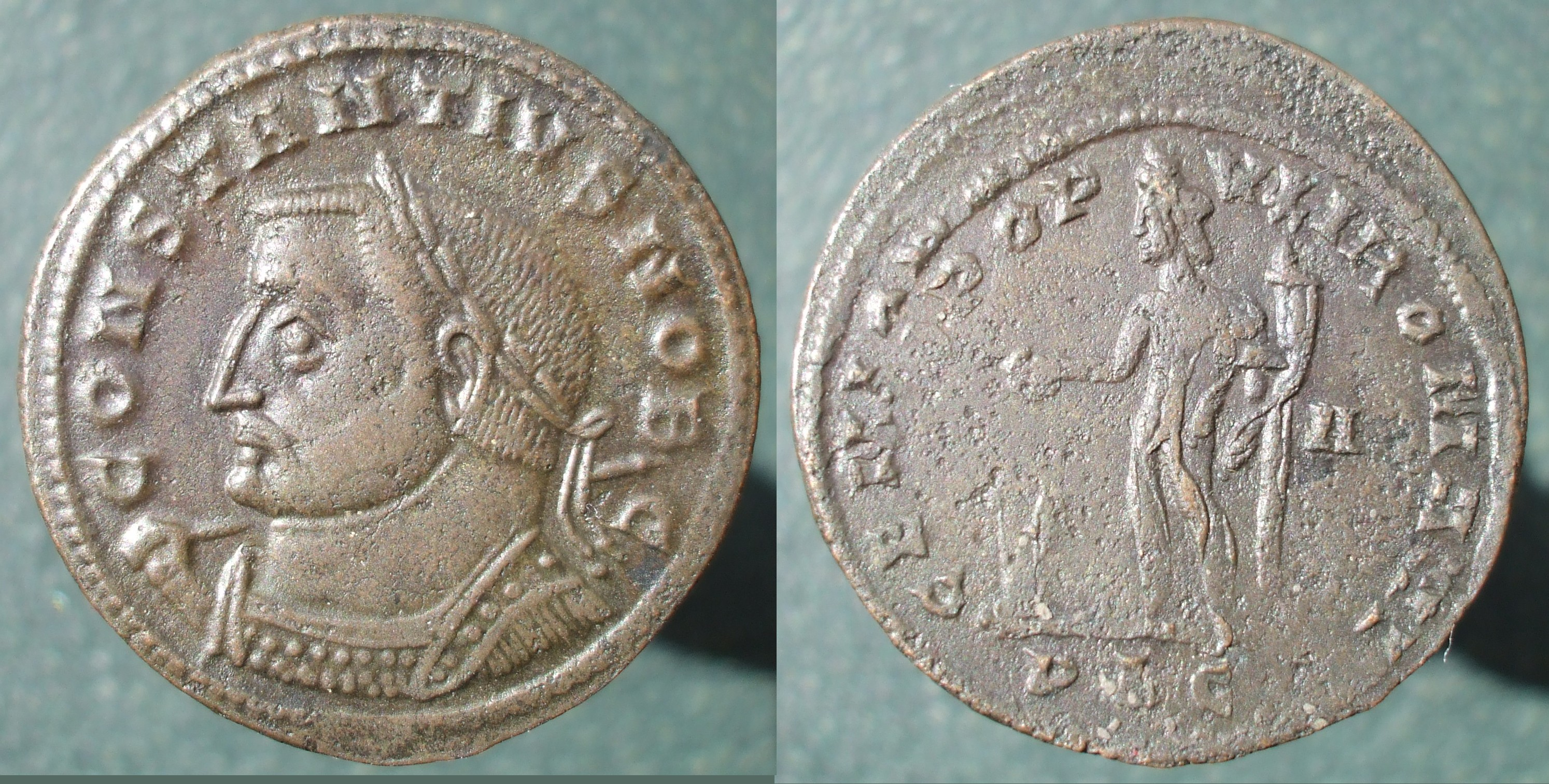
فلس قسطنطيوس كلوروس ضرب في ليون، مع صورة جنيوس تمثل عبقرية الشعب الروماني على ظهرالعملة.

فلس (جمع: فلوس) هي عملة برونزية أدخلت إلى الإمبراطورية الرومانية أثناء الإصلاح النقدي لديوكلديانوس في عام 294. تزن حوالي عشرة غرامات وتحتوي على 4٪ من الفضة، وعادة ما تكون على شكل طبقة دائرية رقيقة. قبل ظهور هذه العملة، كانت كلمة فلس تطلق على نوع من الحقائب صغيرة الحجم، والمصنوعة من الجلد، والتي عادة ما كانت تستخدم لحمل كمية معينة من العملات المعدنة. ومن هنا جاء المصطلح البيولوجي "follicle". 

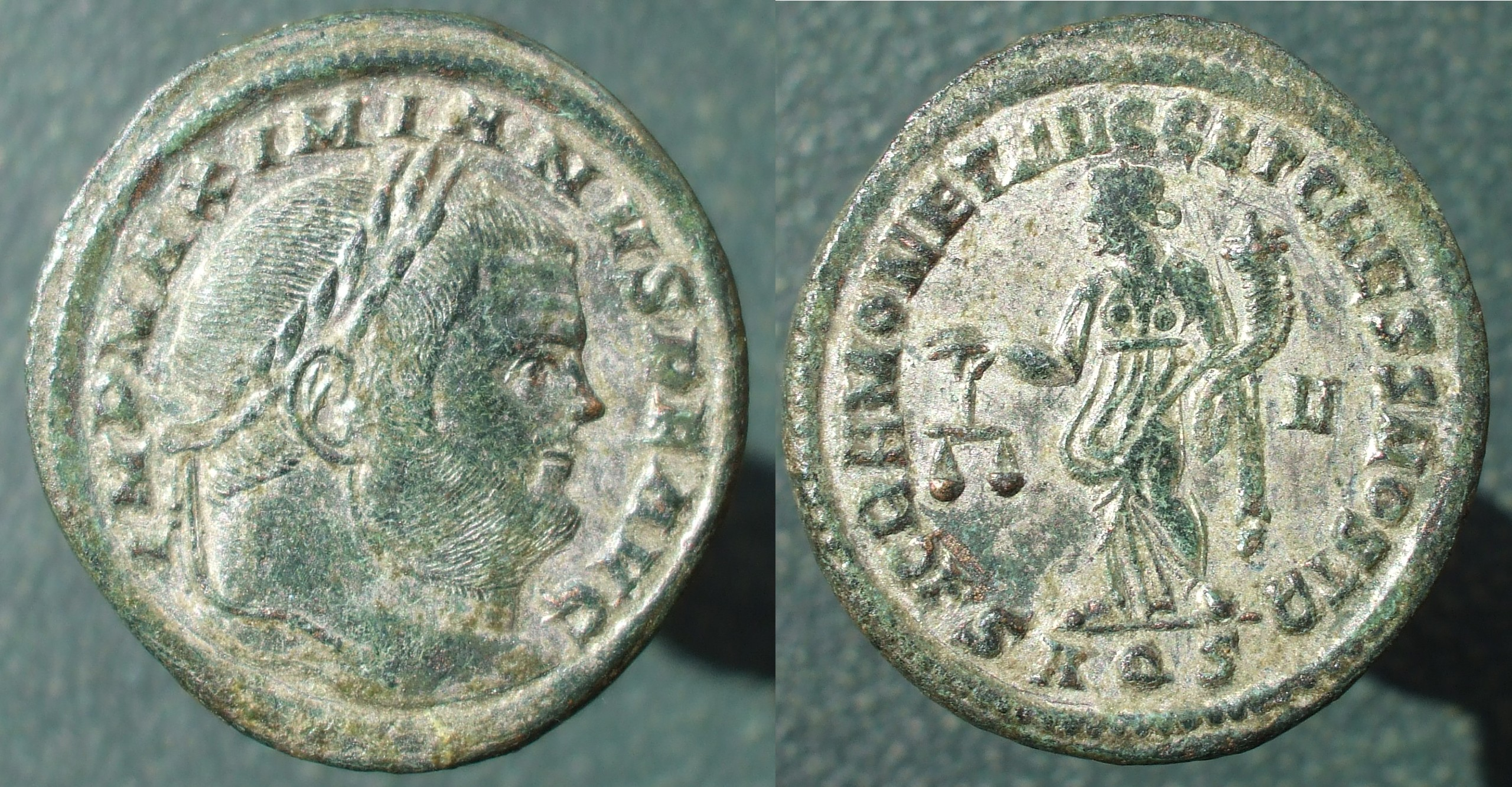
فلس من عهد مكسيميانوس ضرب في أكويليا مع رسمة ساكرا مونيتا على ظهره.

## تسمية
رغم تسمية العلماء والباحثين لهذه العملات بٳسم فلس، ٳلا أن الدراسات اللاحقة أظهرت أن هذا خطأ، وأن هذه العملة قد عُرفت رسمياٞ باسم «نوموس». بينما تعني كلمة فوليس باللاتينية حقيبة (عادة ما تكون مصنوعة من الجلد) كانت تستخدم في العصور القديمة لحمل كمية محددة من العملات المعدنية. لكن اقتراح الباحثين تسمية العملة المعدنية باسم فلس كان بسبب تكونها من طبقة رقيقة من المعدن، وتسمى هذه الطبقة في اليونانية القديمة "φολίς" وتكتب بالحروف اللاتينية Follis.

ويرجح الدكتورعلي أحمد السالوس على أنه من الممكن أن كلمة فلس "φολίς" في اليونانية القديمة، هي الأخرى قد اشتقت من اللغة الأرامية أو اللغة العبرية. وهي تعني منذ فجر الٳسلام السكة الحديدية التي ٳستعارها العرب من البيزنطيين، وكانت تساوي أربعين نميا.

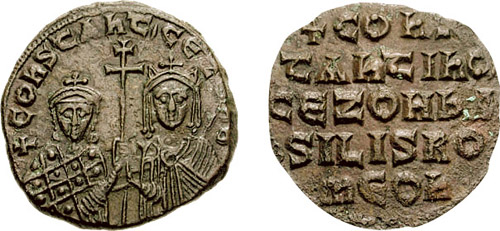
فلس بيزنطي يصور قسطنطين السابع بجانب زوي كربوسينا.

## التاريخ
في عام 294، قدم ديوكلديانوس الفلس كعملة جديدة أكبر مع صورة شخصية له في وجهها لتحل محل عملة أنتونينياس. كان لعملة ديوكلديانوس الجديدة نواة نحاسية وطبقة فضية خارجية تمثل نسبة 4٪ ، وقد حلت هذه الطبقة مكان العناصر المشعة التي كانت في عملة أنتونينياس، ولكن الفلس كانت بقطر 28-32 مم، وبوزن تابث يبلغ 10.75 غرام. وقد تم ضرب عدد من العملات مع صورة مشعة تسمى «ٳشعاع ما بعد الإصلاح»، وكان من الصعب تمييز صور الأباطرة المختلفين. وفي كثير من الأحيان لا يمكن تحديد الإمبراطور المصور إلا من خلال شكل الوجه. بينما كان الشكلين الشائعين في ظهر العملة هما رسم جنيوس الذي يمثل عبقرية الشعب الروماني، وكذالك رسم ساكرا مونيتا والذي يشير ٳلى كون العملة مقدسة.
تم سك هذه العملة في كل من روما، ليون، ترير، أكويليا، بافيا، سيساك، قرطاج، الإسكندرية، أنطاكية، هيراكليا، نيكوميديا سيزيكوس، ثم لندن، أوستيا وتيسالونيكي. وتم ٳنقاص وزن العملة لأول مرة ما بين سنتي 307 و310م، فبحلول وقت حكم قسطنطين العظيم، كانت العملات أصغر حجماً وبالكاد تحتوي على أي فضة. وقد حدثت عمليات سك أخرى للعملات البرونزية، لكن المؤرخين وعلماء النقود ما زالوا يناقشون تسميتها الدقيقة، بسبب تشابه هذه العملات مع عملة الآس البرونزي من القرون السابقة، فقسموا هذه العملات ٳلى أربعة أشكال (AE1 و AE2 و AE3 و AE4) لتمييز الأنواع المختلفة من العملات المعدنية البرونزية التي تم سكها في عهد قسطنطين وخلفائه بترتيب تنازلي للقطر (AE1 قياس 27 ملم و AE4 قياس 15 ملم).
| AE1            | AE2                | AE3                | AE4           |
| -------------- | ------------------ | ------------------ | ------------- |
| أكثر من 25 ملم | ما بين 21 و 25 ملم | ما بين 17 و 21 ملم | أقل من 17 ملم |

في عام 498، حاول أناستاسيوس الأول تثبيت قيمة الفلس من خلال إعطائه قيمة مرتبطة بقيمة الذهب. واستمر استخدام الفلس في الإمبراطورية البيزنطية، حيث كانت قيمتها 1/24 من كيراتيون (عملة الحساب)، أو 1/288 من عملة نوميسما. وأثناء بروز دول الخلافة الٳسلامية، تأثرت هذه الأخيرة في بداياتها بالٳمبراطورية البيزنطية وٳنتقلت كلمة الفلس ٳلى اللغة العربية بعد ٳنتشار ٳستخدامها بين المسلمين.